# (45074) 1999 XA38
1999 أكس أي 38 (ويعرف أيضًا باسم (45074) 1999 أكس أي 38 وفق تسمية الكوكب الصغير) (بالإنجليزية: 1999 XA38)‏ هو كويكب ضمن حزام الكويكبات؛ وترتيبه 45074 من حيث الاكتشاف.
اكتُشف هذا الجُرم الفلكي بواسطة Stefano Sposetti ‏ في 6 ديسمبر 1999.

## وصلات خارجية
- (45074) 1999 XA38 في قاعدة بيانات مختبر الدفع النفاث لأجرام النظام الشمسي الصغيرة

- الاكتشاف · مخطط المدار ·  العناصر المدارية · المعلمات المادية

- (45074) 1999 XA38 على موقع ويكي سكاي: DSS2, SDSS, GALEX, IRAS, Hydrogen α, X-Ray, Astrophoto, Sky Map, Articles and images